# 山本諭
山本 諭（やまもと さとし）は、日本の俳優。ネオ・エージェンシー所属。
1978年5月21日生まれ。東京都出身。
普通自動車一種免許
アロマテラピー検定1級(AEAJ(公社)日本アロマ環境協会)
世界遺産検定2級(NPO法人世界遺産アカデミー)
3級ファイナンシャル・プランニング技能士（厚生労働省認定）

## 出演

### テレビ
- 隕石家族（2020年、フジテレビ） - 業者 役
- SUPER RICH 最終話（2021年12月23日、フジテレビ）
- 月曜プレミア8「さすらい署長 風間昭平16」（2023年4月24日、テレビ東京） - 根本辰雄 役
- 婚活1000本ノック 第2話（2024年1月24日、フジテレビ） - 井上透 役

### オリジナルビデオ
- ｢白と黒｣

### 舞台
ショーＧＥＫＩ公演(作･演出/羽広克成氏)
　ショーＧＥＫＩ２０２４大人の?秋公演｢ベッドトークバトルレジェンド｣(下北沢･小劇場B1)
　下北ショーＧＥＫＩ夏祭り公演2024｢ダンパチ20周年記念公演｣(下北沢･｢劇｣小劇場)
　ダークファンタジー音楽劇｢アンドロとギュノス｣(新宿･シアタートップス)
下北ショーＧＥＫＩ夏祭り公演2023｢ダンパチ20｣(下北沢･｢劇｣小劇場)
　｢DOKONI ドコニ・私の元気｣(2022.11.16-23/新宿シアタートップス/オリジナル版・高校の先輩役)
　下北ショーＧＥＫＩ夏祭り公演2022｢ダンパチ19｣(下北沢･小劇場B1)
　下北ショーGEKI夏祭り公演2022「もう泣くもんかと誓った私の瞳は涙の虜」(Bチーム/下北沢･小劇場B1)
　下北ショーGEKI夏祭り公演2021｢脱出病棟」(下北沢･｢劇｣小劇場)
ショーGEKI2020秋の特別公演｢ダンパチ１８ 道｣(下北沢･小劇場B1)
　下北ショーＧＥＫＩ夏祭り公演２０１９
　　｢漫画少女は眠らない｣(下北沢･小劇場B1)
　下北ショーGEKI夏祭り2018｢VAMP JUMPING SUMMER｣(下北沢｢劇｣小劇場)
　ｼｮｰGEKI2017年末大感謝祭公演｢踊る会議室｣(下北沢･小劇場B1)
　下北ｼｮｰGEKI夏祭り公演2017｢REVIVER リバイバー ～15老人漂流記～｣(下北沢｢劇｣小劇場)
　ｼｮｰGEKI秋のアダルト？公演｢ベットトークバトルS｣(下北沢･小劇場B1)
　ｼｮｰGEKI大魔王2015｢裸の王様～ハダカのキング～｣(全労済ホール/スペース･ゼロ)
　下北ショーGEKI夏祭り2015｢マドモアゼルはプリンス ムッシュはプリンセス
　　～桜木邸連続殺人事件～｣(下北沢｢劇｣小劇場)
　ｼｮｰGEKI大魔王2014｢飛ぶ教室｣(全労済ホール/スペース･ゼロ/四堂勝役)
　｢花～私がウソをつく理由～｣(下北沢｢劇｣小劇場)
　ｼｮｰGEKI大魔王2013｢サンゴクシ｣(新宿･全労済ホール/スペース･ゼロ)
　下北ショーGEKI夏祭り2013｢ヴァンパイアに咬まれたい｣(下北沢｢劇｣小劇場)
　ｼｮｰGEKI大魔王2012ロックミュージカル｢マリオネット｣(全労済ホール/スペース･ゼロ)
　ｼｮ-GEKIワールド｢ドコニ･私の元気｣(新宿･シアターモリエール)
　下北ショーGEKI夏祭り2011｢愛してると誓うだけじゃ幸福にはなれない｣
　　(下北沢｢劇｣小劇場)
　ｼｮｰGEKI大魔王2011｢幕末剣舞烈風伝新撰組｣(下北沢･本多劇場/山崎烝役)
　｢大嫌いと叫んだらもっと嫌いになったあの女｣(下北沢｢劇｣小劇場）
　ｼｮｰGEKI大魔王2010ロックミュージカル｢マスカラッド｣
　　(新宿･全労済ホール/スペースゼロ)
　ｼｮｰGEKI実験ｼｱﾀ－｢ドラキュラ｣(下北沢･小劇場楽園）
　ｼｮｰGEKIスペシャルライブ｢ベッドトークバトル｣(下北沢･小劇場楽園）
　ｼｮｰGEKI10周年記念特別公演｢大逃亡～義経と弁慶～｣
　　(新宿･全労済ホール/スペースゼロ)　
　｢みてあげる～お花畑病院奮闘記｣(下北沢｢劇｣小劇場）
　｢チック･タック･レディ｣(下北沢･小劇場｢楽園｣)
　｢ザンダルド｣(新宿シアターモリエール)｢我慢美顔｣(下北沢｢劇｣小劇場）
　ｼｮｰGEKIﾊﾟﾜｰｱｯﾌﾟｽﾍﾟｼｬﾙ｢壁を叩け、歌を叫べ｣(新宿シアターモリエール)
　｢もう泣くもんかと誓った瞳は涙の虜｣(下北沢｢劇｣小劇場)
　｢ギャンブリング俺最愛･最強の女｣(全労済ホール/スペースゼロ)
　｢sin～檻と鎖と私の罪～｣(下北沢｢劇｣小劇場)
　｢チャンピオン/チャンピオン２｣(全労済ホール/スペースゼロ)
10・QuatreVol.13｢長雨と伽藍｣
(2021.3./脚本･演出:太田友和氏/中野･ポケット/中岡慎太郎役)
10・Quatre Vol.12「今、一太刀～赤穂浪人傳～｣
(作･演出:石橋直也氏/両国･シアターX)
｢6人の放送作家と1人の千原 ジュニア｣
(演出:内田秀実氏/2016年3月/恵比寿ガーデンホール)
10･Quatre Vol.9｢花鳥風月｣(演出･構成･殺陣:10･Quatre/2012.5月/ﾜｰｻﾙｼｱﾀｰ）
ネコ脱出公演｢湘南台☆爆走族｣(作･演出:高倉良文氏/2009年8月/しもきた空間リバティ)
おのまさしあたあ公演｢80日世界一周｣(2007年/赤坂･シアター＆カンパニー COREDO)